# 1094年
| 千纪： | 2千纪 |
| 世纪： | 10世纪 \| 11世纪 \| 12世纪 |
| 年代： | 1060年代 \| 1070年代 \| 1080年代 \| 1090年代 \| 1100年代 \| 1110年代 \| 1120年代                                                       |
| 年份： | 1089年 \| 1090年 \| 1091年 \| 1092年 \| 1093年 \| 1094年 \| 1095年 \| 1096年 \| 1097年 \| 1098年 \| 1099年                             |
| 纪年： | 甲戌年（狗年）；辽大安十年；北宋元祐九年，紹聖元年；西夏天祐民安五年；大理天祐四年；大中上治元年；越南會豐三年；日本寬治八年，嘉保元年 |

## 大事记
- 中國
  - 宣仁太后病逝，宋哲宗親政，章惇入汴京，拜尚書省左僕射兼門下侍郎，在元祐更化中被貶逐的變法派要人曾布、蔡卞、蔡京、張商英等人入朝任要職恢復宋神宗的新法，貶斥舊黨呂大防、劉摯等元祐舊黨，追奪司馬光、呂公著贈諡，盡廢元祐法度，所謂「紹聖紹述」，結束為時九年的元祐更化。
- 大理國
  - 高昇泰廢段正明，並自立為帝。
- 歐洲
  - 席德攻下了瓦倫西亞及其周圍地區，成為這一地區實際上的統治者。
  - 穆拉比特王朝攻下里斯本。
- 埃及
  - 隨著穆斯坦綏爾逝世，法蒂瑪王朝爆發了哈里發之位的繼承戰爭。

## 出生
- 耶律大石 西辽开国皇帝

## 逝世
- 穆斯坦綏爾，埃及法蒂瑪王朝第8代哈里發。